# Jernih Jaya
Jernih Jaya is een bestuurslaag in het regentschap Kerinci van de provincie Jambi, Indonesië. Jernih Jaya telt 1362 inwoners (volkstelling 2010).